# Comuna Sălcioara, Ialomița
Sălcioara este o comună în județul Ialomița, Muntenia, România, formată din satele Rași și Sălcioara (reședința).

## Așezare
Comuna se află în sudul județului, la limita cu județul Călărași. Este străbătută de șoseaua județeană DJ201B, care o leagă spre nord de Ciochina și spre sud de Lehliu-Gară (județul Călărași; unde se termină în DN3A).

## Demografie
Componența etnică a comunei Sălcioara
     Români (82,44%)
     Alte etnii (0,78%)
     Necunoscută (16,78%)
Componența confesională a comunei Sălcioara
     Ortodocși (82,88%)
     Alte religii (0,15%)
     Necunoscută (16,98%)
Conform recensământului efectuat în 2021, populația comunei Sălcioara se ridică la 2.050 de locuitori, în scădere față de recensământul anterior din 2011, când fuseseră înregistrați 2.336 de locuitori. Majoritatea locuitorilor sunt români (82,44%), iar pentru 16,78% nu se cunoaște apartenența etnică. Din punct de vedere confesional, majoritatea locuitorilor sunt ortodocși (82,88%), iar pentru 16,98% nu se cunoaște apartenența confesională.

## Politică și administrație
Comuna Sălcioara este administrată de un primar și un consiliu local compus din 11 consilieri. Primarul, Gabriel Stoica[*], de la Partidul Social Democrat, este în funcție din 2016. Începând cu alegerile locale din 2024, consiliul local are următoarea componență pe partide politice:
|  | Partid                          | Consilieri | Componența Consiliului | Componența Consiliului | Componența Consiliului | Componența Consiliului | Componența Consiliului |
|  | ------------------------------- | ---------- | ---------------------- | ---------------------- | ---------------------- | ---------------------- | ---------------------- |
|  | Partidul Social Democrat        | 5          |                        |                        |                        |                        |                        |
|  | Partidul Național Liberal       | 3          |                        |                        |                        |                        |                        |
|  | Alianța pentru Unirea Românilor | 3          |                        |                        |                        |                        |                        |

## Istorie
La sfârșitul secolului al XIX-lea, pe teritoriul actual al comunei exista în plasa Ialomița-Balta a județului Ialomița comuna Rași, formată din satele Rașii de Jos și Rașii de Sus, precum și din cătunele Călciugeni, Hulueni și Moș Ștefan, având în total 1098 de locuitori. În comună funcționau o biserică și o școală primară mixtă. Anuarul Socec din 1925 consemnează comuna Rași în plasa Căzănești a aceluiași județ, având în unicul sat Rași 1118 locuitori. În 1931, noua lege a administrației publice consemnează comuna Sălcioara, cu satul Sălcioara, și comuna Rași cu satele Rașii Noi și Rașii Vechi.
În 1950, comunele au trecut în administrarea raionului Lehliu din regiunea Ialomița și apoi (după 1952) din regiunea București, comuna Rași dispărând la un moment dat, inclusă fiind în comuna Sălcioara. Aceasta a revenit la județul Ialomița în 1968, fiind atunci formată din satele Sălcioara, Rași și Dibești, ultimul sat dispărând înainte de republicarea legii în 1981.